# ماريا بيلار ليون
ماريا بيلار ليون María Pilar León Cebrián (13 يونيو 1995 بسرقسطة في إسبانيا - ) هي لاعبة كرة قدم إسبانية في مركز الدفاع. لعبت مع نادي أتلتيكو مدريد ونادي برشلونة.
بدأت ليون مسيرتها الرياضية مع نادي مسقط رأسها براينسا سرقسطة قبل أن تنتقل إلى إسبانيول وأتلتيكو مدريد. في أتلتيكو مدريد انتقلت من الظهير الأيسر إلى قلب الدفاع تحت إشراف المدرب أنجيل فيلاكامبا. فازت ليون بأول ألقاب الدوري الاسباني وكأس الملك في مسيرتها مع النادي.
عام 2017 كانت ليون أول صفقة مدفوعة الأجر في تاريخ كرة القدم النسائية الإسبانية عندما وقعت لنادي برشلونة من أتلتيكو مدريد، مقابل 50 ألف يورو. محليًا مع برشلونة، فازت بأربعة ألقاب في كأس الملكة، وثلاثة ألقاب في الدوري، ولقبين في كأس السوبر النسائي [الإنجليزية] . على الصعيد القاري، لعبت ثلاث نهائيات لدوري أبطال أوروبا مع النادي أعوام 2019 و2021 و2022، وفازت بنسخة 2021 كجزء من أول ثلاثية قارية في تاريخ النادي.
تلعب ليون دوليًا مع المنتخب الإسباني للسيدات، حيث ظهرت لأول مرة في عام 2016، في التصفيات المؤهلة لبطولة أمم أوروبا للسيدات 2017. منذ ذلك الحين شاركت في ثلاث مسابقات دولية كبرى لمنتخب إسبانيا في بطولة أمم أوروبا للسيدات 2017، كأس العالم للسيدات 2019، وبطولة أمم أوروبا للسيدات 2022.

## وصلات خارجية
- ماريا بيلار ليون على موقع الاتحاد الدولي (مؤرشف)  (الإنجليزية)
- ماريا بيلار ليون على موقع الاتحاد الأوربي (الإنجليزية)
- ماريا بيلار ليون على موقع إي إس بي إن إف سي (الإنجليزية)
- ماريا بيلار ليون على موقع قاعدة بيانات كرة القدم.إي يو (الإنجليزية)
- ماريا بيلار ليون على موقع Soccerway.com (الإنجليزية)
- ماريا بيلار ليون على موقع عالم كرة القدم.نت (الإنجليزية)